# منتخب إسبانيا لسباعيات الرغبي
منتخب إسبانيا لسباعيات الرغبي (بالإسبانية: Selección de rugby 7 de España)‏ هو ممثل إسبانيا الرسمي في المنافسات الدولية في سباعيات الرغبي .